# 加拿大一枝黄花
加拿大一枝黄花（学名：Solidago canadensis），又名黄莺、米兰、幸福花，为菊科一枝黄花属多年生草本植物。原产北美，现在中国及欧洲的许多地方成为入侵植物。
其种加词“canadensis”意为“加拿大的”。